# Сан-Эметерио, Борха
Бо́рха Сан-Эмете́рио Ди́ас (исп. Borja San Emeterio Díaz более известный, как Борха исп. Borja; родился 16 марта 1997 года в Торрелавега, Испания) — испанский футболист, защитник клуба «Тарасона».
У Борхи есть брат-близнец — Феде, который также профессиональный футболист и выступает за «Расинг».

## Клубная карьера
Борха — воспитанник клуба «Расинг», в академию, которого он был принят в 2007 году. В 2014 году Эметерио был включён в заявку основной команды. 16 ноября в матче против «Луго» дебютировал в Сегунде. В своём первом сезоне он помог команде занять второе место и выйти в элиту. В поединке против «Райо Вальекано» Мере дебютировал в Ла Лиге.

## Международная карьера
В 2015 году Мере в составе юношеской сборной Испании выиграл юношеского чемпионата Европы в Греции. На турнире он сыграл в матчах против команд Нидерландов, Германии, Франции и России.

## Достижения
Испания (до 19)
- Чемпион Европы для игроков до 19 лет — (2015)